# WSA World Series Finals 2012/13
Die 2. WSA World Series Finals der Damen fanden vom 2. bis 6. Januar 2013 im Queen’s Club in London, England statt. Das Squashturnier war Teil der WSA World Tour 2012/13 und mit 50.000 US-Dollar dotiert.
Titelverteidiger war Nicol David, die auch in dieser Saison das Turnier gewann.

## Ergebnisse

### Gruppe A

#### Tabelle
| Pos. | Setzliste | Spielerin       | Spiele | Sätze | Punkte |
| ---- | --------- | --------------- | ------ | ----- | ------ |
| 1    | 3         | Laura Massaro   | 2:1    | 5:2   | 67:64  |
| 2    | 1         | Nicol David     | 2:1    | 4:2   | 63:46  |
| 3    | 8         | Natalie Grinham | 1:2    | 2:4   | 53:60  |
| 4    | 5         | Annie Au        | 1:2    | 2:5   | 56:69  |

#### Ergebnisse
| Spielerin     | Spielerin       | Ergebnis         |
| ------------- | --------------- | ---------------- |
| Nicol David   | Annie Au        | 11:7, 11:4       |
| Laura Massaro | Natalie Grinham | 11:8, 11:8       |
| Nicol David   | Laura Massaro   | 10:12, 9:11      |
| Annie Au      | Natalie Grinham | 12:14, 4:11      |
| Nicol David   | Natalie Grinham | 11:4, 11:8       |
| Laura Massaro | Annie Au        | 5:11, 11:7, 6:11 |

### Gruppe B

#### Tabelle
| Pos. | Setzliste | Spielerin         | Spiele | Sätze | Punkte |
| ---- | --------- | ----------------- | ------ | ----- | ------ |
| 1    | 7         | Camille Serme     | 2:1    | 4:2   | 59:54  |
| 2    | 6         | Jenny Duncalf     | 2:1    | 4:4   | 69:86  |
| 3    | 4         | Nour El Sherbini  | 1:2    | 3:4   | 76:72  |
| 4    | 2         | Raneem El Weleily | 1:2    | 3:4   | 66:67  |

#### Ergebnisse
| Spielerin         | Spielerin        | Ergebnis          |
| ----------------- | ---------------- | ----------------- |
| Raneem El Weleily | Jenny Duncalf    | 12:10, 8:11, 8:11 |
| Nour El Sherbini  | Camille Serme    | 8:11, 10:12       |
| Raneem El Weleily | Nour El Sherbini | 8:11, 8:11        |
| Jenny Duncalf     | Camille Serme    | 7:11, 7:11        |
| Raneem El Weleily | Camille Serme    | 11:6, 11:8        |
| Nour El Sherbini  | Jenny Duncalf    | 16:18, 11:4, 9:11 |

### Halbfinale
| Spielerin     | Spielerin     | Ergebnis         |
| ------------- | ------------- | ---------------- |
| Laura Massaro | Jenny Duncalf | 6:11, 11:8, 11:9 |
| Nicol David   | Camille Serme | 11:5, 11:8       |

### Finale
| Spielerin     | Spielerin   | Ergebnis         |
| ------------- | ----------- | ---------------- |
| Laura Massaro | Nicol David | 3:11, 2:11, 9:11 |